# Marcin Gębka
Marcin Gębka (Myszkowie, 8 april 1974) is een Pools voormalig professioneel wielrenner.

## Carrière
Gębka reed voor onder meer Mróz, CCC-Mat en DHL-Author. Gębka was een sprinter. Hij behaalde goede resultaten in etappes van verschillende koersen, waaronder de rondes van Polen, Zweden, Wallonië, Oostenrijk en Langkawi. Hij was daarnaast ook succesvol in de Vredeskoers, Omloop van Lotharingen, en het Circuit Franco-Belge. Het laatste deel van zijn carrière reed hij echter voornamelijk in eigen land. Hij won etappes in de Bałtyk-Karkonosze Tour en de Koers van de Olympische Solidariteit. In 2008 won hij nog een etappe in de Ronde van Japan, en beëindigde na dat seizoen zijn carrière.

## Belangrijkste overwinningen
1995
11e etappe Ronde van Oostenrijk
1997
4e etappe Vredeskoers
1999
4e etappe Ronde van Argentinië
2001
Combinatieklassement Ronde van Polen
2002
2e, 4e en 6e etappe Bałtyk-Karkonosze Tour
4e etappe Dookola Mazowska
2003
Szlakiem Walk Majora Hubala
5e etappe Bałtyk-Karkonosze Tour
2004
2e en 4e etappe Bałtyk-Karkonosze Tour
6e etappe Koers van de Olympische Solidariteit
2005
4e etappe Baltyk-Karkonosze-Tour
6e etappe Koers van de Olympische Solidariteit
2006
Memoriał Romana Siemińskiego
Puchar Ministra Obrony Narodowej
2007
Proloog Baltyk-Karkonosze-Tour
2008
7e etappe Ronde van Japan